# Gilania
Il termine gilania è stato coniato dalla sociologa e attivista Riane Eisler e indica l'uguaglianza di status tra i sessi come presupposto per un'evoluzione culturale intrecciata che tenga conto della totalità della società umana.
Il termine deriva dalla combinazione dei prefissi greci "gi" (gyné) donna, e "an" (andros) uomo, generalmente utilizzati per significare il maschile e il femminile, e connessi dal fonema "l", iniziale del termine inglese linking (unione), e in greco dal verbo lyein (spiegare o risolvere) o lyo (sciogliere o liberare).
Questo tipo di struttura sociale ha contraddistinto alcune delle civiltà più fiorenti del passato, come ad esempio quella cretese-minoica.
In una società gilanica, o mutuale, le relazioni tra gli individui si basano sull'unione e non sul predominio. Le strutture sociali basate su un modello mutuale della società sono caratterizzate da istituzioni eterarchiche che consentono diversità e flessibilità di decisione e d’azione. Il modello mutuale è costituito da quattro componenti principali: struttura sociale (ugualitaria, gerarchie di attuazione), relazioni di genere (parità tra uomini e donne), basso grado di violenza (fiducia reciproca) e sistema di credenze (relazioni di reciprocità e rispetto dei diritti umani).

## Società Gilaniche vs Società Androcratiche
Una struttura sociale gilanica si contrappone alle strutture sociali attuali, che è di tipo androcratico (o androcrazia).
La società androcratica è caratterizzata da quello che Riane Eisler definisce "modello di dominio". Questo tipo di società ha una struttura economica e sociale autoritaria e non ugualitaria basata su rigide gerarchie di dominio in cui prevalgono un alto grado di paura, abuso e violenza sociale, e la supremazia di una metà dell’umanità sull’altra. Secondo questo modello sociale, il mondo delle donne è considerato subordinato o sussidiario a quello degli uomini, così come le qualità comunemente considerate "femminili" quali l’affetto, l’empatia e l’affiliazione, mentre i "valori virili" dell’uomo legati alla forza e alla violenza hanno la supremazia.
Le società gilaniche sono invece caratterizzata da un "modello mutuale" (anche chiamato modello gilanico o modello di partnership), in cui a partire dalla più fondamentale differenza della nostra specie, quella tra maschio e femmina, diversità non significa né inferiorità né superiorità, ma coesistenza pacifica centrata sulla diversità come catalizzatore di cambiamento.

## Esempi di Gilania nelle società del passato
Dal riesame degli scavi archeologici , è emerso che la gilania era la struttura sociale che caratterizzava molte delle società preistoriche, fino all'arrivo di quelli che Marija Gimbutas chiama popoli kurgan.
Un esempio tra tutti di società gilaniche è stata la cultura cretese-minoica.  Nella cultura minoica l'intera vita era permeata da una fede ardente nella dea Natura, fonte di ogni creazione e armonia.
Alcuni studiosi hanno descritto la vita minoica come una perfetta espressione dell'idea di homo ludens, di un uomo che esprime i nostri più alti impulsi umani tramite un rituale e un divertimento artistico al contempo gioiosi e mitologicamente significativi.
La civiltà era tecnologicamente ricca e culturalmente avanzata e tutti i mezzi artistici erano profondamente radicati in una religione onnipervadente e onnipresente e sembra che a Creta ci fosse una ripartizione della ricchezza piuttosto equa e persino i contadini avessero un alto tenore di vita.
L'economia dell'isola era prevalentemente agricola, poi col passare del tempo l'allevamento di bestiame, l'industria e soprattutto il commercio assunsero un'importanza crescente, contribuendo fortemente alla prosperità economica del paese.
I cretesi avevano armi e probabilmente combattevano battaglie in mare sia per difendere il loro vasto commercio sia per proteggere le loro coste, ma a differenza delle altre grandi civiltà del periodo, l'arte cretese non idealizzava la guerra.
Nulla indica che le risorse materiali di Creta fossero massicciamente investite in tecnologie di distruzione, mentre invece dagli scavi risulta evidente che le ricchezze di Creta servissero soprattutto a mantenere un modo di vita armonioso e raffinato.
Le prove indicano che a Creta il potere implicava soprattutto una responsabilità materna (e seguiva quindi un modello gilanico/mutuale) e non un'imposizione di ubbidienza, mediante la forza, o con la sua minaccia, ad una élite a dominio maschile (caratteristiche delle società androcratiche).